# Ernst Martin (Politiker)

Ernst Martin

Ernst Martin (* 3. März 1885 in Schraplau; † 12. November 1974 in Bad Münstereifel) war ein deutscher Theologe und Politiker (DNVP).

## Leben und Wirken
Nach dem Besuch der Volksschule in Schraplau sowie von Gymnasien in Mannheim und Eisleben, studierte Martin Theologie an den Universitäten Halle und Berlin. Während seines Studiums wurde er 1904 Mitglied der Burschenschaft Germania Halle. Ein Jahr lang gehörte er dem 66. Infanterie-Regiment in Magdeburg an. In den Jahren 1911 bis 1912 war er für die Evangelische Landeskirche der älteren Provinzen Preußens als Hilfsprediger in Hötensleben tätig. Danach amtierte er von 1912 bis 1918 als Pfarrer in Felgentreu bei Luckenwalde. 1918 wurde er durch den altpreußischen Evangelischen Oberkirchenrat als Prediger an den Dom St. Mauritius und Katharina zu Magdeburg berufen. Dieses Amt bekleidete er bis zu seiner Emeritierung im Jahr 1957.
Um 1919 trat Martin in die Deutschnationale Volkspartei (DNVP) ein, für die er vom Mai 1924 bis Mai 1928 zwei Legislaturperioden lang im Reichstag der Weimarer Republik saß. Zum 1. März 1933 trat er in die NSDAP (Mitgliedsnummer 1.493.914) und deren Kirchenpartei, die Deutschen Christen, ein. Aus letzterer wurde er 1936 nach einer Parteinahme für die Bekennende Kirche ausgeschlossen.
Als Gegner des Kommunismus warnte Martin unentwegt vor der „bolschewistischen Gefahr“. Als Agitator trat er für nationalkonservative Gruppen und später auch für die NSDAP auf, mit der er allerdings in den späteren 1930er Jahren aufgrund ihrer Einmischung in „Angelegenheiten der Kirche“ wieder brach.

## Schriften
- Mit Gott, für König und Vaterland! Rede anläßlich der Kundgebung der DNVP gegen die Fürstenhetze in Magdeburg, gehalten am 7. Mai 1926. Deutschnationale Schriftenvertriebsstelle, Berlin 1926.
- Heiliger Dom : Domgedichte. Selbstverlag und Heinrichshofen’sche Buchhandlung, Berlin 1927.